# Wilków (Świdnica)

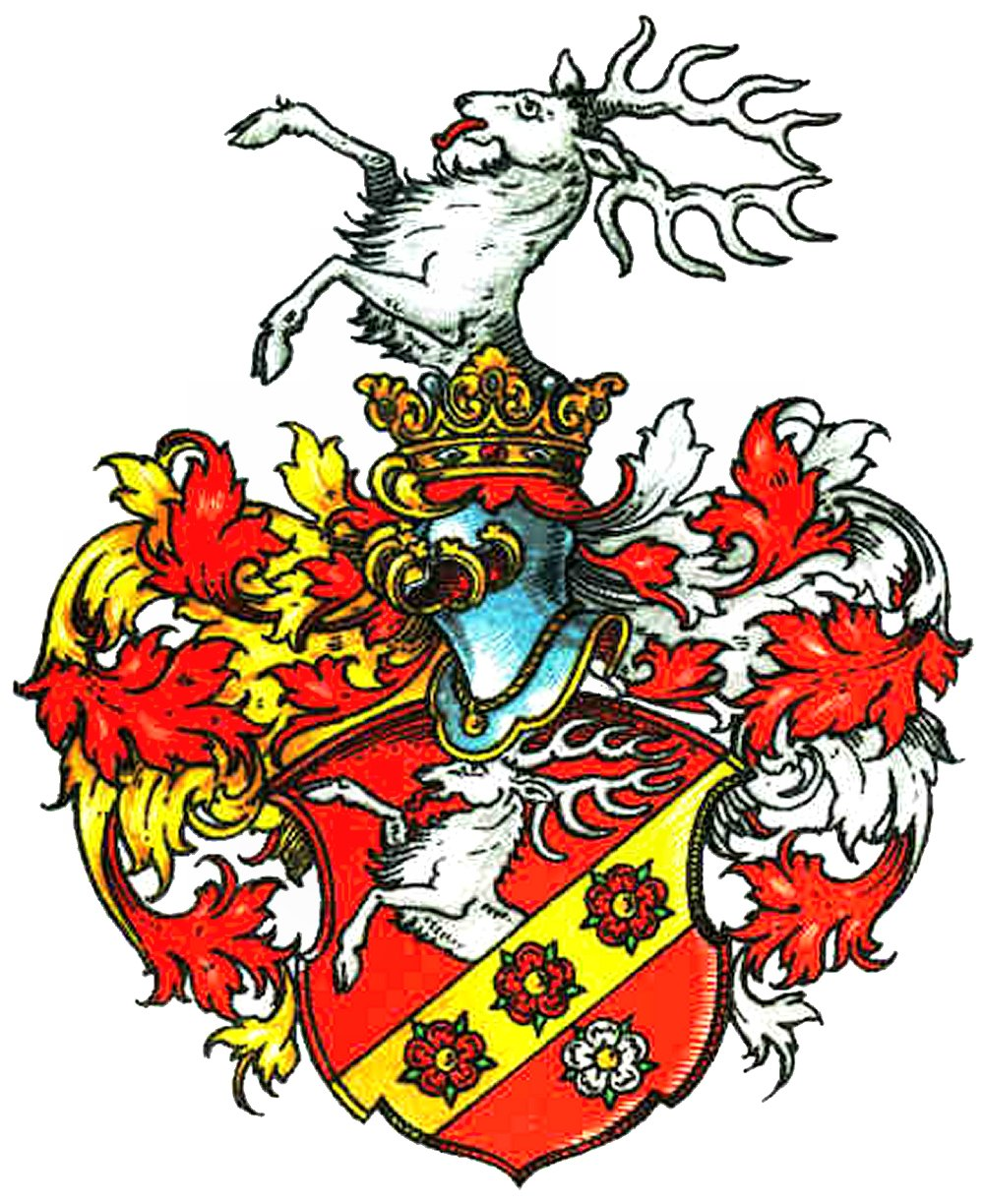
Wappen der Herren von Lieres und Wilkau

Wilków (deutsch Wilkau bzw. Wilkau bei Schweidnitz) ist ein Ort in der Landgemeinde Świdnica im Powiat Świdnicki der Woiwodschaft Niederschlesien in Polen.

## Lage
Wilków liegt etwa neun Kilometer östlich von Świdnica (Schweidnitz) und 46 Kilometer südwestlich von Breslau.

## Geschichte
Erstmals urkundlich erwähnt wurde „Vylkow“, das Herzogtum Schweidnitz-Jauer gehörte und aus mehreren Anteilen bestand, im Jahre 1307. Besitzer waren: 1369 Niklas von Sachenkirch, der die Überscharmühle 1393 seinem ältesten Sohn Hans und dieser seinem Sohn Nikolaus von Sachenkirch vererbte. Letzterer verkaufte 1427 die sogenannte Mühlstube von der Überschaar an Heinz von Ronow auf
Nitschendorf. Die Mühle mit dem übrigen Teil des Dorfes vererbte er 1428 seinem Vetter Jakob von Sachenkirch. Dieser trat die Überschaar mit der Mühle an Nikolaus von Neuhaus ab, der sie 1440 dem George von Sachenkirch übereignete. 1465 verkaufte es dessen Sohn Hans an Friedrich von Zedlitz, dem 1490 Heinz von Zedlitz folgte. 1510 erhielt einen Anteil der Schweidnitzer Ratsmann, dessen Erben es 1530 an den Rat der Stadt Schweidnitz verkauften. 1497 besaß Niklas von Niemitz einen Teil des Dorfes, 1532 Ernst von Niemitz, 1544 Stenzel, Hans und Melchior von Zedlitz den zweiten Anteil. 1548 erwies letzterer darauf seine Gerechtsame. 1563 und 1568 folgten Stenzel von Zedlitz und dessen Bruder Ernst. 1555 trat der Rat der Stadt Schweidnitz den Brüdern Melchior und Ernst von Zedlitz seinen Anteil mit Ober- und Niedergerichten ab. 1581 folgten Friedrich, 1594 Hans, 1597 bis 1619 Hans von Zedlitz, der seine beiden Anteile möglicherweise dem Konrad von Niemitz verkaufte, der somit das ganze Dorf an sich brachte. 1621 gehörte es Sigmund von Niemitz, 1655 seiner Witwe, 1668 Martin Müller von Streitenfeld, 1694 dem Joachim von Baudis und den übrigen Streitenfeldischen Erben, 1733 den Baudischen Erben, von denen es 1739 der Kommerzienrat Otto Gottfried von Lieres erwarb. 1764 gehörte es dessen Sohn Konrad Wilhelm und dessen Erben. Die Familie nannte sich seither nach ihrem Stammsitz von Lieres und Wilkau.
Nach dem Ersten Schlesischen Krieg 1742 fiel Wilkau mit dem größten Teil Schlesiens Preußen. Die alten Verwaltungsstrukturen wurden aufgelöst und Wilkau in den Kreis Schweidnitz eingegliedert, mit dem es bis 1945 verbunden blieb. 1785 umfasste das Dorf ein Vorwerk, eine Schule, neun Bauern, 19 Gärtner-, 15 Häuslerstellen und zwei Wassermühlen. Die Einwohnerzahl lag damals bei 351. Evangelisch war Wilkau zur Friedenskirche Schweidnitz gepfarrt und katholisch zur Pfarrkirche St. Nikolaus in Weizenrodau. Wilkau hatte ein eigenes Standesamt. Ende des 19. Jahrhunderts gehörte das Rittergut dem Otto Benno von Lieres. 1930 umfassten die Rittergüter des pensionierten Majors Manfred von Lieres und Wilkau eine Größe von 283,2 Hektar, darunter 215 Hektar Ackerfelder, 29,6 Hektar Wiesen, 4,1 Hektar Weiden, 21,2 Hektar Wälder, 2,9 Hektar Teiche und 3,1 Hektar Garten. 1932 wurde der Besitz an Georg Schöller verkauft.
Als Folge des Zweiten Weltkriegs fiel Wilkau 1945 mit dem größten Teil Schlesiens 1945 an Polen. Nachfolgend wurde es durch die polnische Administration in Wilków umbenannt. Die deutschen Einwohner wurden, soweit sie nicht vorher geflohen waren, weitgehend vertrieben. Die neu angesiedelten Bewohner waren teilweise Zwangsumgesiedelte aus Ostpolen, das an die Sowjetunion gefallen war.

## Sehenswürdigkeiten
- Das Schloss Wilkau wurde wahrscheinlich Mitte des 18. Jahrhunderts vom damaligen Grundherren von Lieres erbaut und im letzten Drittel des 19. Jahrhunderts wesentlich umgestaltet und erweitert. Es ist ein zweigeschossiges Gebäude mit Walmdach auf rechteckigem Grundriss und dreistöckigem rechteckigen Turm; Fragmente der Fassade sind durch Pilaster unterteilt. Nach 1945 wurde das Anwesen in ein Mehrfamilienhaus umgewandelt. Umgeben von Wohn- und Wirtschaftsgebäuden und einem verwilderten Landschaftspark aus dem 19. Jahrhundert[[4].]
- Ehemaliger evangelischer Friedhof